# Municipalità locale di Greater Taung
Greater Taung è una municipalità locale (in inglese Greater Taung Local Municipality) appartenente alla municipalità distrettuale di Dr Ruth Segomotsi Mompati della provincia del Nordovest in Sudafrica.
Il suo territorio si estende su una superficie di 5.635 km² ed è suddiviso in 22 circoscrizioni elettorali (wards).  Il suo codice di distretto è NW394.

## Geografia fisica

### Confini
La municipalità locale di Greater Taung confina a nord con quella di Kagisano, a nordest con quella di Naledi, a est con quella di Mamusa, a est e a sudest con quella di Lekwa-Teemane, a sudest con quella di Phokwane (Frances Baard-Capo Settentrionale), a sud con quelle di Magareng e Dikgatlong (Frances Baard-Capo Settentrionale), a sudovest con l'Area della Gestione del Distretto NCDMA09, a ovest con quella di Ga-Segonyana (Kgalagadi-Capo Settentrionale) e a nordovest con quella di Moshaweng.

### Città e comuni
- Bathlaping Ba Ga Maidi
- Bathlaping Ba Ga Mothibi
- Bathlaping Ba Ga Phuduhutswana
- Batlhaping Ba Ga Phudutswana
- Boipelo
- Greater Taung
- Motsweding
- Pudimoe
- Reivilo

### Fiumi
- Droe Harts
- Groot - Boetsap
- Harts
- Korobela
- Marokane
- Moshaweng
- Phokwane
- Pudumong

### Dighe
- Spitskop Dam